# سيمون كوبلاند
سيمون كوبلاند (بالإنجليزية: Simon Copeland)‏ هو لاعب كرة قدم بريطاني، ولد في 10 أكتوبر 1968 في شفيلد في المملكة المتحدة.